# Campionatul European de Șah feminin din 2016
A 17-a ediție a Campionatului European de Șah feminin s-a desfășurat între 26 mai și 8 iunie 2016 la Mamaia. România a găzduit pentru prima oară un campionat europen de șah. Meciurile au avut loc la complexul Comandor-Amiral în perioada 27 mai - 7 iunie. Au participat 112 șahiste. Fosta campioană mondială Anna Ușenina (Ucraina) a câștigat titlul.
Au fost jucate unsprezece runde în sistemul elvețian. Jucătoarele au avut timp de 90 de minute în fiecare meci, ce a fost prelungit cu încă 30 de minute după a 40-a mutare. În plus a existat un increment de 30 de secunde per mutare. Au fost distribuite premii în bani în valoare totală de 60 000 de euro. Cele mai bune 20 de jucătoare au primit un premiu de cel puțin 1000 de euro, iar câștigătoarea a primit 11 000 de euro.

## Clasament
| Loc   | Participant                  | ELO  | Pct. | BT 1 | BUC  |
| ----- | ---------------------------- | ---- | ---- | ---- | ---- |
| 1     | Anna Ușenina                 | 2450 | 8,5  | 70,0 | 75,0 |
| 2     | Sabrina Vega Gutiérrez       | 2375 | 8,5  | 65,5 | 70,5 |
| 3     | Antoaneta Stefanova          | 2507 | 8,0  | 69,0 | 73,0 |
| 4     | Lilit Mkrtchian              | 2434 | 8,0  | 67,0 | 72,0 |
| 5     | Elisabeth Pähtz              | 2489 | 7,5  | 68,5 | 73,5 |
| 6     | Ekaterina Atalık             | 2408 | 7,5  | 65,5 | 70,5 |
| 7     | Anastasia Bodnaruk           | 2475 | 7,5  | 65,5 | 70,0 |
| 8     | Jolanta Zawadzka             | 2442 | 7,5  | 62,0 | 67,0 |
| 9     | Lela Javahișvili             | 2493 | 7,5  | 61,0 | 66,0 |
| 10    | Nino Hurtsidze               | 2409 | 7,5  | 61,0 | 66,0 |
| 11    | Ana Matnadze                 | 2332 | 7,0  | 70,5 | 75,0 |
| 12    | Yuliya Shvayger              | 2415 | 7,0  | 67,0 | 72,0 |
| 13    | Aleksandra Goreacikina       | 2485 | 7,0  | 66,0 | 71,0 |
| 14    | Ketevan Arakhamia-Grant      | 2364 | 7,0  | 66,0 | 70,0 |
| 15    | Sopiko Huhașvili             | 2355 | 7,0  | 64,5 | 69,0 |
| 16    | Natalia Pogonina             | 2490 | 7,0  | 64,5 | 68,5 |
| 17    | Deimantė Daulytė             | 2392 | 7,0  | 63,0 | 67,5 |
| 18    | Karina Szczepkowska-Horowska | 2411 | 7,0  | 62,5 | 67,0 |
| 19    | Szidónia Lázárné-Vajda       | 2345 | 7,0  | 62,0 | 65,5 |
| 20    | Irina Bulmaga                | 2360 | 7,0  | 60,5 | 65,5 |
| [...] |                              |      |      |      |      |
| 24    | Cristina-Adela Foișor        | 2322 | 6,5  | 71,5 | 76,0 |
| 29    | Corina Peptan                | 2402 | 6,5  | 58,0 | 61,5 |
| 38    | Irina Ionescu                | 2181 | 6,0  | 60,0 | 65,0 |
| 57    | Angela Dragomirescu          | 2215 | 5,5  | 57,5 | 62,0 |
| 65    | Elena-Luminița Cosma         | 2333 | 5,0  | 62   | 66,5 |
| 82    | Mihaela Sandu                | 2246 | 5,0  | 50   | 53,5 |
| 88    | Svetlana Petrenko            | 2182 | 4,5  | 50,0 | 52,0 |

## Legături externe
- European Individual Women’s Chess Championship, site web oficial
- Toate rezultatele la chess-results.com
- European Women Championship 2016 la chess.com